# Степен (угао)
Лучни или  угловни степен (1°) је мерна јединица за величину угла, која се обично означава са ° (симбол степена). Пун угао садржи 360°. Један степен садржи 60 лучних (или угловних) минута и 3600 лучних (или угловних) секунди.
Степен није СИ јединица, јер је СИ угаона мера радијан, али се у СИ брошури помиње као прихваћена јединица. Пошто је потпуна ротација једнака 2π радијана, један степен је еквивалентан са π/180 радијана.

## Историја
Оригинална мотивација за избор степена као јединице ротација и углова није позната. Једна теорија наводи да је то повезано са чињеницом да је 360 приближни број дана у години. Древни астрономи су приметили да Сунце, док следи еклиптичну стазу током године, изгледа као да напредује на свом путу сваки дан за приближно један степен. Неки древни календари, попут персијског календара, користили су 360 дана у години. Употреба календара са 360 дана може бити повезана са употребом сексагезималних бројева.
Друга теорија је да су Вавилонци поделили круг користећи угао једнакостраничног троугла као основну јединицу, а потоњи су поделили на 60 делова следећи свој сексагезимални бројни систем. Најранија тригонометрија, коју су користили вавилонски астрономи и њихови грчки наследници, засновала се на тетивама круга. Тетива дужине једнака радијусу чинила је природни основни квантитет. Једна шездесетина тога, користећи њихове стандардне сексагезималне поделе, била је степен.
Постоје индикације да су Аристарх са Самоса и Хипарх били међу првим грчким научницима који су систематски користили вавилонско астрономско знање и технике. Тимохарис, Аристарх, Аристил, Архимед и Хипарх су били први Грци за које је познато да су круг делили у 360 степени од 60 лучних минута. Ератостен је користио једноставнији сексагесимални систем који је круг делио на 60 делова. До подела круга на 360 делова такође је дошло у древној Индији, о чему свједочи Ригведа.
Још једна мотивација за избор броја 360 можда је та што је он лако дељив: 360 има 24 делитеља, што га чини једним од само 7 бројева, таквих да ни један број мањи од његове двоструке величине нема више делитеља (секвенца A072938 у ). Даље, он се може поделити са сваким бројем од 1 до 10, осим 7. Ово својство има много корисних апликација, као што је подела света на 24 временске зоне од којих свака номинално покрива 15° географске дужине, да би се успоставила корелација са 24-часовном конвенцијом дана.
Коначно, могуће је да је дошло до учешћа више од једног од ових фактора. Према тој теорији, број је приближно 365 због очигледног кретања Сунца око небеске сфере, што се заокружује на 360 ради неких горенаведених математичких разлога.